# Bad Choice Road
«Bad Choice Road» es el noveno y penúltimo episodio de la quinta temporada de la serie de televisión estadounidense de AMC Better Call Saul, la serie derivada de Breaking Bad. El episodio, escrito y dirigido por Thomas Schnauz, se emitió el 13 de abril de 2020 en AMC en Estados Unidos. Fuera de Estados Unidos, se estrenó en el servicio de streaming Netflix en varios países.

## Trama
Jimmy y Mike llegan a una parada de camiones donde Tyrus y Víctor los recogen. Jimmy paga la fianza de Lalo y este es liberado. Como Mike y Jimmy acordaron, este último le dice a Lalo que su auto se averió y que caminó solo a través del país para no arriesgarse a perder el dinero. Lalo le dice a Jimmy que planea evitar a policías y fiscales sospechosos regresando a México.
Kim se ocupa de las quemaduras de sol y moretones de Jimmy y le cuenta la misma historia que le contó a Lalo. Kim se da cuenta de que está mintiendo cuando ve que Jimmy guardó la taza de café que le regaló perforada por una bala.
Mike informa a Gus, quien se da cuenta de que Juan Bolsa organizó el ataque a Jimmy para proteger el negocio de Gus. Mike le dice a Gus que Nacho quiere dejar de trabajar como su informante, pero Gus se niega a liberar un valioso activo.
Jimmy termina temprano un día de convalecencia para tratar con un cliente. Kim le dice que sabe que está mintiendo sobre su viaje al desierto y que estará dispuesta a escucharle cuando decida decir la verdad. Kim renuncia a Schweikart & Cokely, entregando la cuenta de Mesa Verde y manteniendo sus clientes pro bono. Cuando se va, toma el tapón de botella que antes guardó como recuerdo.
Jimmy le dice a Mike que está experimentando estrés postraumático. Mike le dice que pasará con el tiempo. Cuando Jimmy cuestiona los eventos que los llevaron al desierto, Mike dice que ambos tomaron decisiones, buenas y malas, así que tienen que vivir con las consecuencias.
Lalo se despide de Héctor y hace que Nacho lo lleve al lugar donde Jimmy recibió el dinero de su fianza. En lugar de esperar a que lleguen los primos, Lalo busca el coche de Jimmy. Después de encontrarlo, le dice a Nacho que vuelva a Albuquerque.
Jimmy y Kim discuten sobre la renuncia de Kim a S&C. Mike llama a Jimmy para avisarle de la inminente llegada de Lalo, y le dice que deje su teléfono encendido pero escondido para que Mike pueda escuchar. Mientras Kim deja entrar a Lalo, Mike le apunta con un rifle de francotirador desde un techo cercano. Lalo hace que Jimmy repita la historia de su paseo por el desierto, y luego revela que encontró el coche de Jimmy en una zanja, plagado de agujeros de bala. Kim le dice a Lalo que un transeúnte probablemente le disparó al auto por diversión y lo regaña por no confiar en Jimmy. Lalo parece satisfecho y se marcha. Le dice a Nacho que conduzca a México, pero no al lugar de la recogida original.

## Producción
La escena final, con Lalo llegando al apartamento de Kim y Jimmy, duró dieciséis minutos sin cortes publicitarios en la emisión original para mantener la tensión dramática. Otras escenas del episodio se acortaron para permitir un espacio publicitario adicional, lo que permitió la escena final sin anuncios.
Alan Sepinwall, de Rolling Stone, observó que la película que Kim y Jimmy intentan ver antes de que él sea llamado a la corte es His Girl Friday, que Sepinwall describe como «sobre una mujer que sigue volviendo a una relación que sabe que es profundamente enfermiza para ella, con un hombre cuyo encanto y salvaje estilo de vida profesional no puede resistir».

## Recepción

### Audiencias
Al emitirse, el episodio recibió 1,51 millones de espectadores en Estados Unidos y una audiencia de 0,4 millones entre adultos de 18 a 49 años. Teniendo en cuenta la audiencia Live+7, el episodio tuvo un total de 2,90 millones de espectadores en Estados Unidos y 0,8 millones entre adultos de 18 a 49 años.

### Respuesta crítica

Rhea Seehorn fue aclamada por su actuación en la escena final.

«Bad Choice Road» recibió aclamación universal por parte de los críticos, y muchos lo llamaron uno de los mejores episodios de la serie. Tiene una calificación de 100% Fresco Certificado en Rotten Tomatoes, basándose en 13 reseñas con un promedio de 9,17/10.
La escena final, el enfrentamiento entre Lalo, Jimmy y Kim, fue considerada por la crítica como una de las mejores escenas de la serie, atribuyendo su encuadre al guionista y director Thomas Schnauz, y a las actuaciones de los actores principales, en particular para Rhea Seehorn como Kim y Tony Dalton como Lalo. Alan Sepinwall, de Rolling Stone, calificó la escena como una «actuación neoqueadora» para Seehorn, y la escena en sí misma fue crítica para el programa ya que «las dos mitades de Better Call Saul, que durante mucho tiempo se mantuvieron separadas, finalmente se fusionan en una historia emocionante y aterradora». David Segal, de The New York Times, llamó a la escena final «un final no violento y psicológicamente tenso para un episodio que es bajo en acción y muy interior». Steve Greene, de IndieWire, describió la escena como una «secuencia impecablemente trenzada, con tres hilos entrelazados en un punto en el que una cuchilla amenaza con cortar cada uno de ellos en pedazos. Para una secuencia con tan poco movimiento, hay una cierta coreografía que va más allá del simple bloqueo. Cada centímetro importa cuando hay una mira de francotirador apuntando al hombre con un arma en la sala de estar».
TVLine nombró a Rhea Seehorn como «Intérprete de la semana» por su actuación en este episodio.

### Premios
Para los Premios Primetime Emmy de 2020, Thomas Schnauz recibió una nominación por el mejor guion en una serie dramática por este episodio.